# حمیده جوانشیر
حمیده جوانشیر با نام کامل حمیده احمد بیگ قیزی جوانشیر (ترکی آذربایجانی: Həmidə Cavanşir، زاده ۱۹ ژانویه ۱۸۷۳، نزدیک آغجابدی – ۶ فوریه ۱۹۵۵، باکو) حمیده جوانشیر نوه ابراهیم خلیل جوانشیر و فرزند ارشد احمد بیگ جوانشیر مورخ آذری، مترجم و افسر ارتش امپراتوری روسیه بود. او فعال حقوق زنان بود. ازدواج دوم او با نویسنده و روزنامه‌نگار نامی جلیل محمدقلی‌زاده بود که مجله ملانصرالدین را درمیاورد و حمیده در اینکار به او کمک می‌کرد. حمیده اولین مدرسه را در دهکده خود بنیان نهاد. کتاب خاطرات او : حادثه همزاد من است توسط  فرهاد دشتکی نیا  ترجمه شده و در سال ۱۴۰۰ توسط نشر ثالث بچاپ رسیده است.

## رندگی
او در املاک اجدادی خانواده اش در روستای Kahrizli متولد شد، بزرگ‌ترین فرزند احمد بیگ جوانشیر (۱۹۰۳–۱۸۲۸) مورخ، مترجم و افسر ارتش تزاری روسیه، و همسرش مالکیجان بود. او نوه بزرگ ابراهیم خلیل خان، آخرین حاکم خان خره خناته بود. او و برادر کوچکترش در خانه تحصیل کردند. هنگامی که نه ساله بود، خانواده ای از مربیان روس با آنها زندگی کردند. در سن ۱۴ سالگی با ادبیات اروپایی و اسلامی آشنا بود و روسی و فرانسوی را روان صحبت می‌کرد.

جریده ملانصرالدین

در سال ۱۸۸۹ با سرهنگ ابراهیم بیگ داواتداروف ازدواج کرد. آنها در برست-لیتوسک (برست فعلی، بلاروس) مستقر شدند. به زودی دو فرزندشان، مینا و مظفر متولد شدند. درس‌های رقص سالنی گرفت و آلمانی و لهستانی را تحصیل کرد. در سال ۱۹۰۰، خانواده به کارس نقل مکان کردند، جایی که داواتداروف به عنوان فرمانده یک قلعه نظامی منصوب شد. یک سال بعد، وی درگذشت و هدف حمیده برای تحصیل پزشکی در مسکو غیرقابل حصول شد.

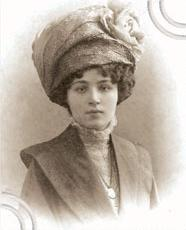
دخترش مینا که در مدرسه تأسیس شده توسط مادرش تدریس می‌کرد.

## زندگی و فعالیت بعدی
او ده کهریزلی را از پدرش به ارث برد و تجارت پنبه موفق او را ادامه داد. در اکتبر سال ۱۹۰۵، با جیلیل محمدقلیزاده آشنا شد، که در آن زمان ستون نویس روزنامه آذری شارژ-I روس بود. در سال ۱۹۰۷ ازدواج کردند و تا سال ۱۹۲۰ در تفلیس زندگی می‌کردند. آنها دو پسر داشتند مدحت و انور او با شوهرش برای انتشار ملا نصرالدین که یک مجله طنز بود کار کرد.
در طول قحطی قره باغ سال ۱۹۰۷ آرد و ارزن را به روستاییان گرسنه توزیع می‌کرد و به عنوان واسط بین ارمنی‌ها و آذری‌ها پس از دو سال قتلهای متقابل عمل می‌کرد. در سال ۱۹۰۸، یک مدرسه در دهکده خود تأسیس کرد که اولین مدرسه آذری شد که دختران و پسران می‌توانستند با هم تحصیل کنند. در سال ۱۹۱۰، جاوانشیر به همراه زنهای اشراف جامعه خیرخواهانه قفقازی زنان مسلمان را تأسیس کردند. در همه‌گیری آبله او واکسن خریداری می‌کرد و مجانی بین مردم توزیع می‌کرد، در سال ۱۹۲۰ به تبریز رفتند و یک سال مجله ملانصرالدین را در آنجا چاپ می‌کردند در ۱۹۲۱، به باکو نقل مکان کردند، جایی که او خاطرات نوشت و آثار همسرش را ترجمه کرد. او خاطره ای را در دهه ۱۹۳۰ منتشر کرد، که همکاری خود با ملا نصرالدین، تأثیرگذارترین مجله طنز و ایران را توضیح می‌دهد. او em Floor. اشعار روسی ترجمه می‌کرد او در ۱۹۵۵ درگذشت و موزه ای از کارهای او در دهکده محل زندگیش برقرار است.

## بخشی از متن کتاب خاطرات او
پس از مرگ پدرم در 1903.م (1282.خ) آبله در منطقه ما شایع شد. این بیماری بسیاری از خردسالان و نوجوانان را تلف کرد. آن‌هایی هم که از آبله نجات یافتند یا کور شدند یا حال نامساعدی داشتند. حکومت کاری نکرد. تا شعاع صد کیلومتری نه پزشکی بود نه پرستاری. مردم نمی‌دانستند که با یک واکسن ساده می‌شود با این بیماری مقابله کرد. تصمیم گرفتم واکسن زدن را یاد بگیرم. با همین هدف به تفلیس رفتم و از دکتر ب.پ. آقاپییف واکسن زدن را یاد گرفتم. از بیطار پروزروسکی در کوچه تاتیانا مقدار زیادی ماده ابله خریدم و به کهریزلی بازگشتم. امیدوار بودم به همه واکسن بزنم و مردم را از بیماری نجات بدهم. اما، مردم قبول نمی‌کردند به فرزندانشان واکسن برنم! نمی‌دانم چه کسی از روی جهل یا به عمد شایعه کرده بود که من می‌خواهم با واکسن بیماری دیگری را به آنها ترزیق کنم...» 